# Актам (Сарисуський район)
Акта́м (каз. Ақтам) — село у складі Сарисуського району Жамбильської області Казахстану. Входить до складу Жайилминського сільського округу.
У радянські часи село називалось МТФ колхоза імені Калініна.
Населення — 82 особи (2021; 79 у 2009, 93 у 1999, 50 у 1989).